# Turška demokratska stranka Kosova
Turška demokratska stranka Kosova (turško: Kosova Demokratik Türk Partisi, albansko: Partia Demokratike Turke e Kosovës) je konservativna politična stranka na Kosovu, ki zastopa turško manjšino. Vodi jo Mahir Yağcılar, nekdanji minister za okolje in prostor v vladi Hashima Thaçija.
Ustanovljena je bila kot Turška demokratična zveza (Türk Demokratik Birliği) 19. julija 1990 v Prizrenu in je 20. junija 2001 pod UNMIK-om spremenila svoje ime v Turška demokratska stranka. Sedež stranke je v Prizrenu. Na zakonodajnih volitvah leta 2004 je Turška demokratična stranka na Kosovu osvojila 1,2 % glasov prebivalcev in 3 od 120 poslanskih sedežev. Na volitvah leta 2007 je stranka obdržala 3 sedeže v kosovski skupščini, enega z glavne liste kandidatov (Mahir Yağcılar) in dve mesti, rezervirani za turško manjšino (Enis Kervan, Müfera Şinik).